# 博克格雷溫克冰原島峰

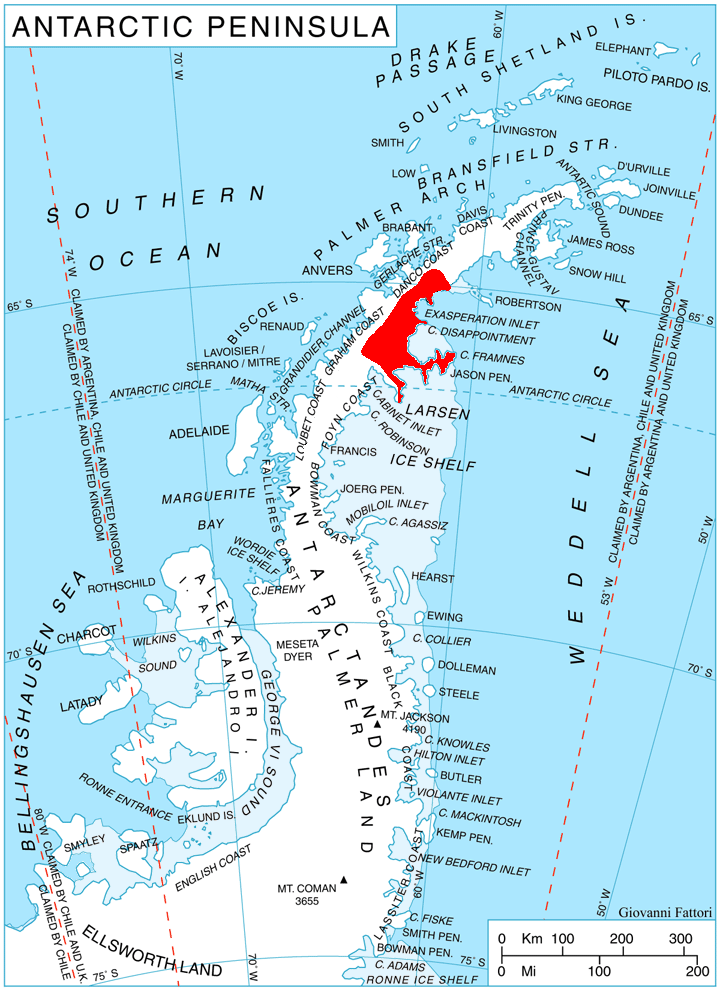

66°3′S 62°30′W / 66.050°S 62.500°W
博克格雷溫克冰原島峰（英語：Borchgrevink Nunatak）是南極洲的冰原島峰，位於葛拉漢地的奧斯卡二世海岸，長3公里，海拔高度650米，在1902年由瑞典探險隊繪入地圖，現時由南極條約體系管理。